# CP-voetbal op de Paralympische Zomerspelen

CP-voetbal, in het buitenland meestal Football 7-a-side genoemd, is een van de sporten die op het programma van de Paralympische Spelen staan. De sport staat onder auspiciën van de International Federation of Cerebral Palsy Football (IFCPF) en volgt de FIFA-regels. Het wordt gespeeld door voetballers die als gevolg van een hersenbeschadiging een motorisch probleem hebben. Veel sporters hebben tijdens de geboorte een hersenverlamming gehad of op latere leeftijd een hersenbloeding, herseninfarct of hersentumor gekregen. Ook spelers die door een coma een licht motorisch probleem hebben, komen in aanmerking.

## Regels
De regels voor het CP-voetbal komen in grote lijnen overeen met het gewone voetbal. Een aantal regels is anders. Een team bestaat uit zeven spelers, waaronder de doelman. Drie wissels zijn tijdens de wedstrijd toegestaan. Een selectie bestaat uit twaalf spelers. Een wedstrijd wordt gestopt als een team minder dan vier voetballers op het veld heeft staan. Het veld (75 bij 55 meter) en het doel (5 bij 2 meter) zijn kleiner. Wedstrijden bestaan uit twee helften van een half uur, met een kwartier pauze tussendoor. Indien nodig wordt een verlenging gespeeld van twee keer tien minuten met de golden goal regel; wie het eerst scoort in de verlenging, wint de wedstrijd.
Belangrijke afwijkingen ten opzichte van het gewone voetbal:
- Er is geen buitenspelregel
- Een inworp mag met één hand worden uitgevoerd.
- Een keeper mag maximaal vier stappen doen met de bal in de hand. Bij het gewone voetbal mag de keeper de bal maximaal zes seconden in de hand houden.

## Classificatie
Het wordt gespeeld door voetballers die als gevolg van een hersenbeschadiging een motorisch probleem hebben. Deze voetballers moeten volgens de standaard classificatie in een van de onderstaande groepen zijn ingedeeld:
- C5: sporters die beperkingen hebben in het lopen en rennen, maar die geen problemen hebben met staan of schieten.
- C6: sporters die meestal beperkingen hebben over de controle en coördinatie van alle vier de ledematen; bijvoorbeeld als gevolg van athetose, evenwichtsstoornis of spasticiteit en spasme
- C7:sporters met hemiplegie, waarbij een lichaamshelft verlamd/beperkt is en de andere helft normaal functioneert.
- C8:sporters met een lichte vorm van hemiplegie, diplegie (symmetrische verlamming), athetose of monoplegie (verlamming van een ledemaat) en die aan de specifieke criteria voldoen.

Gedurende de wedstrijd moet er altijd een C5 of C6 speler in het veld staan. Als dat niet mogelijk is, dan moet het team met zes (verder) spelen. Bovendien mogen tegelijkertijd maximaal een C8 speler in het veld staan.

## Evenementen
Op de Paralympische Zomerspelen wordt er alleen door de mannen gevoetbald.

## Geschiedenis
CP-voetbal staat vanaf 1984 op het programma van de Paralympische Spelen. In 1978 stond het voor het eerst op het internationale programma van de CPISRA.
België heeft het CP-voetbal één keer gewonnen (in 1984) en Nederland drie keer (in 1988, 1992 en 1996).

## Medailles
| Editie                           | Goud · | Zilver · | Brons · |
| -------------------------------- | ------ | -------- | ------- |
| New York & Stoke Mandeville 1984 | BEL    | IRL      | GBR     |
| Seoel 1988                       | NED    | BEL      | IRL     |
| Barcelona 1992                   | NED    | POR      | IRL     |
| Atlanta 1996                     | NED    | RUS      | ESP     |
| Sydney 2000                      | RUS    | UKR      | BRA     |
| Athene 2004                      | UKR    | BRA      | RUS     |
| Beijing 2008                     | UKR    | RUS      | IRI     |
| Londen 2012                      | RUS    | UKR      | IRI     |
| Rio de Janeiro 2016              | UKR    | IRI      | BRA     |

In 1984 werd er ook door rolstoelers tegen elkaar gevoetbald, dit zijn de medailles.
| Editie                           | Goud · | Zilver · | Brons · |
| -------------------------------- | ------ | -------- | ------- |
| New York & Stoke Mandeville 1984 | USA    | CAN      | GBR     |

## Deelnemende landen
| Editie                           | landen                                        |
| -------------------------------- | --------------------------------------------- |
| New York & Stoke Mandeville 1984 | BEL - GBR - USA - IRL - POR - CAN             |
| Seoel 1988                       | NED - BEL - IRL - KOR - AUS                   |
| Barcelona 1992                   | NED - GBR - BRA - USA - POR - IRL - BEL - ESP |
| Atlanta 1996                     | NED - ESP - ARG - POR - RUS - USA - IRL - BRA |
| Sydney 2000                      | UKR - POR - ARG - NED - RUS - BRA - ESP - AUS |
| Athene 2004                      | UKR - ARG - IRI - IRL - BRA - RUS - NED - USA |
| Beijing 2008                     | RUS - BRA - NED - CHN - UKR - IRI - IRL - GBR |
| Londen 2012                      | GBR - UKR - IRI - BRA - RUS - NED - ARG - USA |
| Rio de Janeiro 2016              | UKR - IRI - BRA - NED - GBR - ARG - USA - IRL |

De deelnemende ploegen staan in de volgorde van hun eindstand.